# Húsar
Húsar (IPA: [ˈhʉusaɹ], danska: Husum) är en ort på ön Kalsoy i Färöarna. Húsar är centralort i Húsars kommun. Orten Húsar ligger på Kalsoys östkust och omnämndes första gången i Hundbrevet från slutet av 1300-talet och är därmed den äldsta byn på ön. Dagens stenkyrka byggdes 1920. Tre gånger dagligen ankommer en liten bilfärja som förbinder Húsar med regioncentret Klaksvík på Borðoy. Vid folkräkningen 2015 bodde här 37 invånare.

## Befolkningsutveckling
| Befolkningsutvecklingen i Húsar 1985–2015 | Befolkningsutvecklingen i Húsar 1985–2015 | Befolkningsutvecklingen i Húsar 1985–2015 | Befolkningsutvecklingen i Húsar 1985–2015 | Befolkningsutvecklingen i Húsar 1985–2015 |
| ----------------------------------------- | ----------------------------------------- | ----------------------------------------- | ----------------------------------------- | ----------------------------------------- |
|                                           |                                           |                                           |                                           |                                           |
| År                                        |                                           |                                           | Folkmängd                                 |                                           |
| 1985                                      | 1985                                      |                                           | 39                                        |                                           |
| 1990                                      | 1990                                      |                                           | 44                                        |                                           |
| 1995                                      | 1995                                      |                                           | 45                                        |                                           |
| 2000                                      | 2000                                      |                                           | 46                                        |                                           |
| 2005                                      | 2005                                      |                                           | 53                                        |                                           |
| 2010                                      | 2010                                      |                                           | 49                                        |                                           |
| 2015                                      | 2015                                      |                                           | 37                                        |                                           |
|                                           |                                           |                                           |                                           |                                           |